# Isabel-Victoria da Motta
Isabel Motta é uma atriz de teatro e televisão e escritora portuguesa que usa os pseudónimos Isabel-Victoria da Motta, como escritora, Jean Miller, como poetisa, e Isabel Scharisky, como escritora.  
Nasceu em Viseu, frequentou o Conservatório Nacional de Lisboa e estreou-se nos palcos no ano de 1973. Fez teatro independente no Teatro de Campolide com Joaquim Benite. Fez Teatro de Revista e Comédia.
Na televisão, fez parte do elenco de Vila Faia, Origens, Palavras Cruzadas, Verão Quente,   Cinzas, Lobos Seriados Eu Show Nico, Marina, Marina, Concertos na Cave. No cinema, entrou em O Lugar do Morto de Antonio Pedro de Vasconcelos e no filme Barão de Altamira de Artur Semedo.
Mudou-se para Paris em 1989, e desde essa data tem-se dedicado exclusivamente à escrita. A Amazon tem todos os seus livros, romances, poesia, teatro e livros infantis.

## Televisão
- Eu Show Nico RTP 1980 'várias personagens'
- Vila Faia RTP 1982 'Virgulina (Lina)'
- Origens RTP 1983/1984 'Mimi'
- Arroz Doce RTP 1985
- Palavras Cruzadas RTP 1986/1987 'Albertina Meira'
- Cinzas RTP 1992/1993 'Eugénia'
- Verão Quente RTP 1993/1994 'Celeste Feijão'
- Os Lobos RTP 1998
- Concertos na Cave RTP 2000 'Elvira'

## Teatro
- Há Mas São Verdes - Teatro Variedades 1983.  Alô Lisboa daqui Porto
- Águas de Bacalhau, Ó da guarda Teatro ABC
- Teatro Adoque Roupa Suja Ó calinas cala a boca, A festa da malta
- Teatro Monumental A Gravata
- Teatro Villaret  A Luz do Gaz, Harold e Maud, Pouco barulho
- Teatro Laura Alves  O Gato